# Niveau d'isolation thermique d'un bâtiment
 (septembre 2014).
Si vous disposez d'ouvrages ou d'articles de référence ou si vous connaissez des sites web de qualité traitant du thème abordé ici, merci de compléter l'article en donnant les références utiles à sa vérifiabilité et en les liant à la section « Notes et références ».
Le niveau d'isolation thermique d’un bâtiment est un indicateur de performance énergétique utilisé pour vérifier la conformité à des réglementations environnementales.

## Normes

### Normes européennes
La Directive sur la performance énergétique des bâtiments ou DPEB est une directive européenne de 2002, en vigueur depuis le 4 janvier 2006, traduite dans le droit national par les États membres de l'Union européenne. Elle tend à répondre (pour le secteur du bâtiment) aux engagements de l'Union dans le cadre du protocole de Kyoto. Elle implique pour les États membres d'adopter de nouvelles règles en matière d'isolation thermique et de ventilation.
La performance énergétique des bâtiments dans le cadre de la Directive pour la performance énergétique des bâtiments (PEB) est la quantité d'énergie effectivement consommée ou estimée pour répondre aux différents besoins liés à une utilisation standardisée du bâtiment.

### Belgique
Niveau d'isolation thermique d'un bâtiment est déterminé par le niveau d'isolation globale k qui est le rapport relatif du coefficient de transmission thermique moyen d'un bâtiment et le coefficient de transmission de référence en tenant compte de la taille et de la forme du bâtiment.
Le niveau k est déterminé par la norme NBN B 62-301.

### France
Ubât représente la déperdition thermique totale d'un bâtiment et additionne les déperditions thermiques de toutes les parois.
La RT 2005 (Réglementation thermique 2005) impose à chaque bâtiment que sa déperdition thermique totale soit inférieure à une valeur maximale : Ubâtmax,.

## Niveau de consommation d'énergie primaire E
Le Niveau E correspond à la quantité d'énergie d'un bâtiment par rapport à une consommation d'énergie de référence.